# 다가미역 (기후현)
다가미역(일본어: 田神駅)은 일본 기후현 기후시에 위치한 나고야 철도 가카미가하라선의 철도역이다. 역 번호는 KG 16이며, 상대식 승강장 2면 2선의 구조를 갖춘 지상역이다.

## 타는 곳
| 1 | ■ 가카미가하라선 | 하행 | 미카키노 · 신우누마 · 이누야마 방면                     |
| 2 | ■ 가카미가하라선 | 상행 | 메이테쓰기후 · (메이테쓰 기후 환승) 메이테쓰나고야 방면 |

## 이용 현황
- 2013년 기준 : 1,607명

## 역 주변
- 기후 경륜장
- 기후 합동 청사
- 바이린 공원

## 인접 역
| 나고야 철도 가카미가하라선           | 나고야 철도 가카미가하라선 | 나고야 철도 가카미가하라선   |
| ------------------------------------ | -------------------------- | ---------------------------- |
| NH 60 메이테쓰기후 메이테쓰기후 방면 | ■ 가카미가하라선           | 호소바타 KG 15 신우누마 방면 |